# Наохиро Ишикава
Наохиро Ишикава (јап. 石川 直宏; 12. мај 1981) бивши је јапански фудбалер.

## Каријера
Током каријере је играо за Јокохама Ф. Маринос и Токио.

## Репрезентација
За репрезентацију Јапана дебитовао је 2003. године. За тај тим је одиграо 6 утакмица.

## Статистика
| Јапан  | Јапан   | Јапан  |
| Година | Наступи | Голови |
| ------ | ------- | ------ |
| 2003.  | 1       | 0      |
| 2004.  | 1       | 0      |
| 2005.  | 0       | 0      |
| 2006.  | 0       | 0      |
| 2007.  | 0       | 0      |
| 2008.  | 0       | 0      |
| 2009.  | 2       | 0      |
| 2010.  | 1       | 0      |
| 2011.  | 0       | 0      |
| 2012.  | 1       | 0      |
| Укупно | 6       | 0      |